# Yumjaagiin Tsedenbal
Yumjaagiin Tsedenbal (mongolo: Юмжаагийн Цэдэнбал) (Davst, 17 settembre 1916 – Mosca, 20 aprile 1991) è stato un politico e militare mongolo, presidente della Mongolia dal 1974 al 1984.
Durante la sua vita politica, ha servito come primo ministro e segretario generale del Partito Rivoluzionario del Popolo Mongolo.

## Anni giovanili
Tsedenbal è nato in una povera famiglia nomade della tribù Dörvöd.
Era il quinto di undici figli nella sua famiglia (tre dei suoi fratelli morirono in tenera età).
Nel 1925 Tsedenbal divenne uno dei primi studenti della scuola pubblica appena organizzata a Ulaangom, diplomandosi nel 1929.
Lo stesso anno Tsedenbal andò a Irkutsk per continuare la sua educazione.
Trascorse circa nove anni tra Irkutsk e Ulan-Ude.
Ha conseguito una laurea presso l'Istituto di finanza ed economia siberiana.

## Carriera
Nel 1939, rientrato a Ulan Bator, Tsedenbal lavorò prima come vice ministro e poi come ministro delle finanze.
Nel 1940, al 10º Congresso del Partito Rivoluzionario del Popolo Mongolo, divenne segretario generale del partito all'età di 23 anni e ancora nel 1958 durante la sua premiership.
Dopo aver assunto la leadership nel 1952 dopo la morte del maresciallo Horloogijn Čojbalsan, Tsedenbal sconfisse con successo i suoi rivali politici: Dashiin Damba nel 1958-59, Daramyn Tömör-Ochir nel 1962, Luvsantserengiin Tsend nel 1963 e nel dicembre 1964 il cosiddetto "Lookhuuz-Nyambuu-Surmaajav" ovvero "gruppo anti-partito".
Ha ricoperto questo incarico fino all'11 giugno 1974, quando divenne capo di stato, diventando così il capo supremo della Repubblica Popolare Mongola.

## Linea politica
La sua politica estera è stata contrassegnata dagli sforzi per portare la Mongolia in una cooperazione sempre più stretta con l'Unione Sovietica.
Tuttavia, Tsedenbal e il suo gruppo di leader di partito (come Tsagaan-Lamyn Dugersuren e Damdinjavyn Maidar) erano insoddisfatti del ruolo economico che la leadership sovietica assegnava alla Mongolia.
Mentre l'URSS incitava il governo mongolo a concentrare i suoi sforzi sullo sviluppo dell'agricoltura e del settore minerario, Tsedenbal e i suoi seguaci cercarono di favorire una rapida industrializzazione anche di fronte all'opposizione sovietica.
Tsedenbal nei rapporti sia con Mosca che nei confronti dei critici in seno al partito fu abbastanza prudente esprimendo rassicurazione e lealtà al primo e al contempo reprimendo le critiche all'interno del partito attuate in particolare da Daramyn Tömör-Ochir, Tsogt-Ochiryn Loohuuz, bollandoli come "filo-cinesi" e "nazionalisti".

## Termine della carriera politica e morte
Tsedenbal fu costretto al ritiro nell'agosto 1984 in una mossa sponsorizzata dall'Unione Sovietica, ufficialmente sul conto della sua vecchiaia e della sua debolezza mentale, ma almeno in parte a causa della sua opposizione al processo di riavvicinamento sino-sovietico che era iniziato con il discorso di Leonid Brežnev di Tashkent nel marzo 1982.
Jambyn Batmönkh divenne il nuovo segretario generale del PRPM.
Tsedenbal rimase a Mosca fino alla sua morte; il suo corpo fu portato in Mongolia, dove venne sepolto.